# Gyalui vár

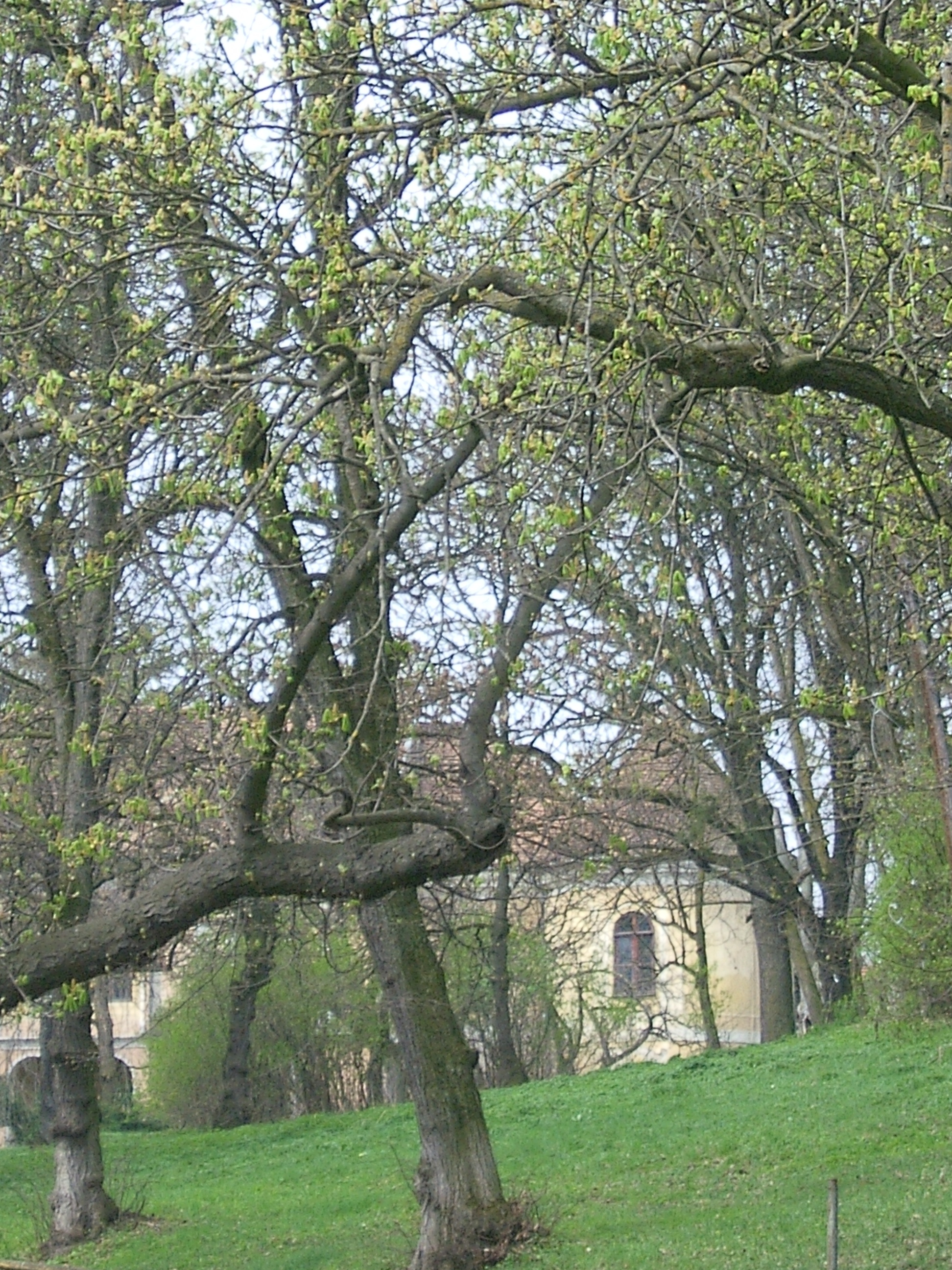
A gyalui várkastély

A gyalui vár reneszánsz stílusú várkastély. Romániában, Erdélyben, Kolozs megyében található, Kolozsvártól 17 km-re nyugati irányban.

## Története

### Előzmények
Gyaluban a kolozsvári Erdélyi Történelmi Múzeum munkatársai ásatásokat végeztek, hogy Gyalu vezér (Gelu román vajda) várát megtalálják, ám nem jártak sikerrel, helyette római kor előtti  település nyomaira bukkantak, csiszolt kőkorszak és a bronzkor idejében élt népesség településnyomait találták meg.

### Építése és birtokosai
A mai gyalui várkastély építését a 15. századra teszik, várnagyát 1439-ből származó dokumentum említi először. A várbirtok kezdetben a váradi, majd az erdélyi püspökséghez tartozott. 1556-ban a vár a kamara tulajdonába került.
A 16. század vége felé a Kendi család birtokolja. 1594-ben Báthory Zsigmond fejedelem itt végeztette ki Kendi Ferenc és Bornemissza János törökpárti főurakat. 1599-ben Vitéz Mihály vajda – több más településsel együtt - Gyalut is elpusztította. 1605-ben Bocskai István vette be a várat. 1660-ban II. Rákóczi György Szászfenes, Gyalu és Kapus között ütközött meg a törökökkel, miután bele is halt sérüléseibe.
Báthory Zsigmond az erdélyi püspökség visszaállítását követően Gyalu várát Naprágyi Demeter püspöknek adományozza. Naprágyi 1601-es száműzetését követően Kamuthi Farkas szerezte meg a várat Báthory Gábortól.
Gróf Losonczi Bánffy Dénes dobokai főispán lett az új tulajdonos. 1702-ben gróf Bánffy György erdélyi kormányzó itt tartotta lánya fényes esküvőjét.
A Rákóczi-szabadságharc alatt a kurucok sokáig ostromolták és csak a II. Rákóczi Ferenc fejedelemmé választását követően sikerült bevenni.
Az idők folyamán megrongálódott kastély második emeletét 1836-ban lebontották, 1861-ben pedig tűzvész pusztította el a tetejét. A tűzvész után a várárkokat betemették és parkot alakítottak ki az épület körül.
Az 1850 után többször is gazdát cserélt várbirtokot a Bánffyak visszaszerezték és 1911-ben jelentős átalakításokat végeztek az épületen.
1948-ig a Barcsay család birtokolt a várat. Barcsay Tamás Bánffy Katinkát vette el feleségül, így került a kastély a Barcsayak birtokába.

### A második világháború után
A második világháború után az eredeti berendezése teljesen elpusztult. 1951-ben a kastély kertben található gazdatiszti lakásba közigazgatási hivatalt telepítettek, míg a várkastély épületében gyermektábor, gyermeküdülő majd 1960-tól fogyatékos gyerekek iskolája kapott helyet, egészen 2002-ig, azóta üresen áll. A kastély rendbetétele nagyon sokba kerülne, de ennek ellenére a helyreállítása és kulturális célú hasznosítása évek óta foglalkoztatja a helyi magyar közösséget.

### Visszaigénylése és felújítása
A szocialista rendszer alatt elkobzott ingatlanok visszaszolgáltatását szabályozó törvény alapján Barcsay Tamás Kanadában élő, magyar származású történelemprofesszor 2002-ben visszaigényelte a kastélyt, de csak a 2010-es évek elején sikerült visszaszerezni. Az örökösöktől Nagy Elek üzletember vásárolta meg, és az általa alapított Erdélyi Hagyományok Alapítvány – Fundația Tradiții Transilvane (EHA) tulajdonába adta.
A várkastély felújítására a Tektum Architectura & Arta építész tervezőiroda tervei alapján, 2017-ben elnyert pályázat után került sor 2018 és 2023 között. A 30 millió lejt meghaladó költségeket az Európai Unió és a magyar kormány támogatása mellett az EHA 3 millió eurós hozzájárulása fedezte.  2024. május 17-én átadták a nagyközönségnek.
A tervek szerint a felújítás 2024-től a szomszédos római castrum és a kastélypark rendbetételével folytatódik, melyhez szintén európai uniós támogatást nyert el a tulajdonos.

## Jellemzői
A mai kastély négyszög alakú, melyhez három kör és egy sokszög alaprajzú torony tartozik.